# Belgische verkiezingen 1968
Op zondag 31 maart 1968 werden verkiezingen gehouden voor de Belgische Kamer en Senaat. Tegelijk werden de negen provincieraden verkozen.

## Uitslagen
Opvallend is dat enkel de communautaire partijen de VU, het FDF en het RW winst kunnen boeken. De drie traditionele partijen moeten daarentegen zitjes prijsgeven. Na de verkiezingen wordt een CVP-BSP-regering gevormd onder Gaston Eyskens.
| Partij | Partij                   | % (Kamer) | Kamer   | Senaat   |
| ------ | ------------------------ | --------- | ------- | -------- |
|        | CVP/PSC                  | 31.7%     | 69 (-8) | 29 (-15) |
|        | BSP/PSB                  | 28.0%     | 59 (-5) | 33 (+2)  |
|        | PVV/PLP                  | 20.9%     | 47 (-1) | 22 (-1)  |
|        | Volksunie                | 9.8%      | 20 (+8) | 9 (+5)   |
|        | KPB/PCB                  | 3.2%      | 5 (-1)  | — (-3)   |
|        | Communistes Wallon       |           | —       | 2        |
|        | FDF                      | 3.0%      | 6 (+3)  | 5 (+4)   |
|        | RW                       | 2.9%      | 6 (+6)  | 5 (+4)   |
|        | Kartel tussen CVP en VDB | 4.6%      | 0       | 6 (+6)   |
| Totaal | Totaal                   | 100%      | 212     | 106      |

## Verkozenen
- Kamer van volksvertegenwoordigers (samenstelling 1968-1971)
- Samenstelling Belgische Senaat 1968-1971

## Regeringsvorming
Na de verkiezingen werd de regering-G. Eyskens IV gevormd.